# Solpugiba arenicola
Solpugiba arenicola är en spindeldjursart som beskrevs av Lawrence 1964. Solpugiba arenicola ingår i släktet Solpugiba och familjen Solpugidae. Inga underarter finns listade i Catalogue of Life.